# Condorito: la película
Condorito: La Película es una película animada en 3D peruano-chilena de 2017, dirigida por Eduardo Schuldt y Alex Orrelle, escrita por Martín Piroyansky, Rodrigo Moraes e Ishai Ravid. Cuenta con las voces del Mexicano Omar Chaparro, la Colombiana Jéssica Cediel, el Argentino Jey Mammon el Peruano Mathías Brivio y los Chilenos Cristián de la Fuente y Coco Legrand, y está basada en la historieta Condorito creada por Pepo. La cinta es una coproducción de Perú, México, Argentina y Chile, y distribuida por 20th Century Fox y Paycom Multimedia en España, fue estrenada en Hispanoamérica el 12 de octubre de 2017 y en España el 16 de noviembre de 2018. A diferencia del resto de países, en Chile se estrenó una versión de doblaje con actores y actrices de ese país.

## Trama
Muchos años atrás, los alienígenas Moluscosos esclavizaron planetas mediante su amuleto hipnotizador. Sin embargo, al conquistar la Tierra durante la era precolombina, un Cóndor antropomórfico, inmune a la hipnosis, robó el amuleto y deshipnotizó a los humanos, hizo que los Moluscosos decidieran retornar a su planeta, aunque prometieron regresar. Mientras, el Cóndor y sus amigos decidieron esconder el amuleto en un templo de una jungla en México. Con los años, el Cóndor tuvo varios descendientes.
Al presente, en la ciudad de Pelotillehue, Condorito y sus amigos ganan un partido contra la selección de fútbol de Buenas Peras. Al ser entrevistado, Condorito coquetea con las reporteras, lo cual causa que Yayita lo electrocute y se vaya con Pepe Cortisona, quien compra un globo aerostático para el cumpleaños de Tremebunda, madre de Yayita.  
Mientras tanto, Coné recibe una videollamada del Emperador Molosco, quien desea apoderarse de la galaxia. Condorito lo confunde con un proveedor de telefonía y hace un trato con él para secuestrar a Doña Tremebunda a cambio de encontrar el amuleto. Durante la fiesta de cumpleaños número 59 de Tremebunda, su esposo, Don Cuasimodo, accidentalmente quema su pastel por colocar tantas velas y le regala una afeitadora eléctrica. Más tarde, Condorito le da a Yayita la misma navaja, lo que enfurece a Tremebunda. Cuando son interrumpidos por una nave extraterrestre, Condorito se da cuenta del malentendido y le dice a Molosco que no quería que tomara Tremebunda sino solo fue un chiste. Molosco le da 24 horas para encontrar el amuleto, o no volverá a ver a Tremebunda. Yayita está enojada con Condorito por secuestrar a su madre y se separa de él, Condorito verá obligado a buscar el amuleto para rescatar a su suegra.
Obligado a buscar el amuleto para rescatar a su suegra, Condorito viaja a Cóndor Tihuacán con Coné para encontrar las Catacumbas de la Muerte, donde el amuleto está resguardado por sus antepasados. Recupera el amuleto y se lo da a Molosco, quien revela su intención de conquistar Tremebunda, convertirla en su emperatriz e invadir la Tierra. Condorito y Cone tendrán que viajar al espacio para salvar a Tremebunda mientras en Pelotillehue los amigos de Condorito intentan alejan a Yayita de Pepe Cortisona.

## Reparto de voz
- Omar Chaparro (español latino); Tom Fahn (inglés) y Rodrigo Saavedra (español Chileno) como Condorito, un cóndor torpe y tonto que viaja para detener a Molosco para salvar tanto a la Tierra como a su futura suegra.
- Jessica Cediel (español latino); Allegra Clark (inglés) y Loreto Araya-Ayala (español Chileno) como Yayita, una hermosa joven, hija de Tremebunda y Cuasimodo y el interés amoroso de Condorito.
- Cristián de la Fuente (español latino y chileno); Chris Tergliafera (inglés) como Pepe Cortisona, un hombre guapo que es el antiguo interés amoroso de Yayita y el archirrival de Condorito. Tiene un odio por los niños.
- Coco Legrand (español latino y chileno); Michael Sorich (inglés) como Doña Tremebunda, madre de Yayita y exesposa de Molosco, quien desprecia a Condorito por enamorarse de su hija. Legrand también hizo la voz de su esposo Cuasimodo.
- Mauricio López (español latino); Michelle Ruff (inglés) y Camila Rojas (español chileno) como Coné, el sobrino pequeño amante de la aventura de Condorito que ayuda a su tío durante su aventura.
- Jey Mammón (español latino); Cam Clarke (acreditado como Ren Mortensen) (inglés) y Jorge Lillo (español chileno) como Emperador Molosco, un extraterrestre malvado que es el ex marido de Tremebunda y el archienemigo de Condorito.

## Banda sonora
La banda sonora presentada en la película fue compuesta y producida por Fran Revert.

### Música
| Track listing |                                            |          |  |
| N.º           | Título                                     | Duración |  |
| 1.            | «Me enamoro de ti (Ricchi e Poveri)»       | 3:12     |  |
| 2.            | «Espacio sideral (Jesse & Joy)»            | 3:43     |  |
| 3.            | «Todo se derrumbó dentro de mi (Emmanuel)» | 5:10     |  |
| 4.            | «La gozadera (Gente de Zona)»              | 3:25     |  |
| 5.            | «Reminiscing (Little River Band)»          | 4:14     |  |
| 6.            | «Nearer, My God, to Thee (Fran Revert)»    | 4:37     |  |

## Producción

### Antecedentes
En 1962, la revista local especializada en cine Ecran publicó un artículo en donde se hablaba de la producción de una película titulada "Condorito en el Circo", basada en el personaje. Hay muy poca información, ya que elementos como la trama (que se desarrollaría en un circo) o la animación se encuentran perdidos. Solo se sabe que Pepo estaría involucrado en el desarrollo de la película, junto a los dibujantes de la revista, además de ser el primer dibujo animado chileno en colores. Sin embargo, el proyecto de "Condorito Historieta" nunca llegó a estrenarse: se cuentan desde problemas en el financiamiento hasta que el resultado no fue del gusto de Pepo, frustró su salida. Nunca fue estrenada.
El artículo menciona al personaje "Copuchita", de la película de 1941, 15 mil dibujos, manifestando que se lo podría considerar como el "Padre de Condorito". Esto significaría una posible inspiración en el personaje. Al igual que "Condorito Historieta", la película se encuentra perdida.

### Preproducción
La película se anunció en 2009 por medio de periódicos digitales y estaría bajo la dirección de Eduardo Schuldt, al mismo tiempo se le propuso al cantante Capitán Memo que compusiera canciones para la película, pero el cantante chileno rechazó la oferta. Durante seis años se trabajó en la calidad de la película, ya que se buscaba realizarla en 3D y Schuldt realizó encuestas hacia audiencias de varios diseños tempranos de Condorito en 3D, que fueron rechazados por lo que en 2015 Schuldt se alió con Alex Orrelle (destacado artista, director de animación en Los Increíbles y las cápsulas en 3D del Correcaminos y el Coyote en El Show de los Looney Tunes). En palabras de Orrelle, fue en parte difícil traer a Condorito a la pantalla grande por "llevar un cómic con temas más maduros (fuerte consumo de alcohol, referencias sexuales y ética cuestionable) al mundo del cine familiar, donde las expectativas de la audiencia son más saludables".

### Postproducción
En 2015 se empezó a trabajar con la animación bajo la dirección de Alex Orrelle, mientras que Eduardo Schuldt contrató a Rodrigo Moraes y Martín Piroyansky para estructurar el guion de la película, mientras tanto, la empresa de animación Aronnax Animation Studios negoció con el productor Hugo Rose para distribuir la película en Estados Unidos; se unió 20th Century Fox para distribuirla en toda América, sobre todo en los países hispanohablantes, con la ayuda de Javier Hernáez (Metegol, Planeta 51 y Pie Pequeño). Para distribuir la película en Estados Unidos, Corea del Sur y Rusia y contrato a 180 animadores y artistas para el desarrollo de la película, que contendría tintes hollywoodenses. En octubre de 2015, se confirmó su estreno en el segundo semestre de octubre de 2017.

## Recepción
La película fue un éxito de taquilla en países de la región hispanohablante, sobre todo en Chile, Perú, México y Colombia. Fue estrenada en Estados Unidos el 12 de enero de 2018, bajo la distribución de Pantelion Films y Lionsgate y volvió a estrenarse el 15 de junio de 2018 en calidad 3D. En España, el 16 de noviembre de 2018, mediante la distribución de Paycom Cinema y, en Corea del Sur, bajo el título de Space Chicken: The secret of the magic talisman, tradujo a Condorito por el nombre de "Cheeky" y se estrenó el primero de junio de 2018. Más tarde, la película llegó a Inglaterra bajo el título de Space Chicken, pero con el elenco estadounidense.
Cuando la película llegó a Estados Unidos recibió críticas favorables por parte de los fanáticos, que alegaron la animación profesional y como la película llegó a transformar el humor pesado de los cómics en una película familiar.
Alex Orrelle y Eduardo Schuldt fueron nominados a los Premios Quirino 2018 en la categoría Mejor Largometraje Iberoamericano de Animación 

## Lanzamiento
| Fechas de estreno (Fuente: IMDb) |                         |                                                 |
| País                             | Fecha de estreno        | Título                                          |
| Perú                             | 12 de octubre de 2017   | Condorito: La Película                          |
| Chile                            | 12 de octubre de 2017   | Condorito: La Película                          |
| Argentina                        | 12 de octubre de 2017   | Condorito: La Película                          |
| Colombia                         | 12 de octubre de 2017   | Condorito: La Película                          |
| Costa Rica                       | 12 de octubre de 2017   | Condorito: La Película                          |
| República Dominicana             | 12 de octubre de 2017   | Condorito: La Película                          |
| Guatemala                        | 12 de octubre de 2017   | Condorito: La Película                          |
| Honduras                         | 12 de octubre de 2017   | Condorito: La Película                          |
| Nicaragua                        | 12 de octubre de 2017   | Condorito: La Película                          |
| Panamá                           | 12 de octubre de 2017   | Condorito: La Película                          |
| Paraguay                         | 12 de octubre de 2017   | Condorito: La Película                          |
| El Salvador                      | 12 de octubre de 2017   | Condorito: La Película                          |
| Uruguay                          | 12 de octubre de 2017   | Condorito: La Película                          |
| México                           | 13 de octubre de 2017   | Condorito: La Película                          |
| Bolivia                          | 19 de octubre de 2017   | Condorito: La Película                          |
| Ecuador                          | 19 de octubre de 2017   | Condorito: La Película                          |
| Estados Unidos                   | 12 de enero de 2018     | Condorito: The Movie                            |
| Kuwait                           | 8 de febrero de 2018    | Condorito: The Movie                            |
| Estonia                          | 9 de febrero de 2018    | Kosmosekana                                     |
| Rusia                            | 15 de febrero de 2018   | Махнем на луну                                  |
| Ucrania                          | 15 de febrero de 2018   | Грифко проти прибульців                         |
| Reino Unido                      | 22 de febrero de 2018   | Space Chicken                                   |
| Italia                           | 22 de febrero de 2018   | Condorito missione spaziale                     |
| Corea del Sur                    | 8 de junio de 2018      | Space Chicken: The secret of the magic talisman |
| Estados Unidos                   | 8 de junio de 2018      | Condorito: The Movie                            |
| Brasil                           | 1 de julio de 2018      | Condorito, o Filme                              |
| España                           | 16 de noviembre de 2018 | Condorito: La Película                          |
| Vietnam                          | 1 de marzo de 2019      | Chú Gà Không Gian                               |
| Turquía                          | 14 de junio de 2019     | Kahraman Tavuk Uzayda                           |
| Grecia                           | 14 de octubre de 2021   | Κοντορίτο                                       |

## Secuela
El 29 de julio del 2020, RPP Noticias dio a conocer que se está trabajando en una secuela de Condorito: la película, dirigida también por Eduardo Schuldt.  Durante una entrevista con Diario Correo, Schuldt reveló que la secuela se ambientará en Pelotillehue e incluirá a todos los personajes de la historieta. Dicha secuela está programada para el 2026.
El 23 de junio de 2025, se filtro el teaser de la dicha secuela confirmando que se llamara: Condorito 2: En Pelotillehue.

## Datos de la película
- Cuando Coné y Condorito hablan por primera vez con Molosco, ellos se burlan de él pidiéndole que repita las frases al revés: "Amuleto, consigueme lo que Desees, tendras" (Consigueme el Amuleto de Poder Ilimitado y tendras lo que desees), "Un trato entonces tenemos" (Tenemos un trato entonces) y "Para ti suerte, mala" (Mala suerte para ti). Esto es una parodia a Yoda de Star Wars.
- Hay referencias a Armageddon, Indiana Jones, Chicken Little, Jimmy Neutrón: el niño genio, Michael Jackson's Thriller o Men In Black.[27]
- En la versión chilena, cuando Condorito y Tremebunda deben huir de la nave nodriza de Molosco y no tienen forma de hacerlo, Condorito le pregunta "¿Trajo la bip?", en referencia al medio de pago utilizado en el sistema de transporte público de Santiago de Chile, Transantiago.
- Cuando Condorito ve televisión, se ve una parodia a las animaciones japonesas con Pikachu llamado como: Skuertu y Optimus Prime como: Capitán Cotorisón.
- Cuando la nave está a punto de explotar, un trío toca con violines una melodía fúnebre, referencia a la orquesta del Titanic.
- Cuando Tremebunda destruye la cámara terricola por sentir celos cuando su esposo están con las reporteras, por un instante se ve la pantalla azul de la muerte de Windows XP.
- Hay varias referencias a Easter Eggs y detalles humorísticos de las revistas de Condorito.
- Condor Tihuacán es una parodia a la zona arqueológica del Estado de México Teotihuacán.
- En una escena donde sale la canción La gozadera (Gente de Zona y Marc Anthony), se censura cuando dice Bolivia viene llegando.